# Shikhin
Shikhin, en hébreu שיחין, transcrit en grec Άσωχις (Asochis), est une ancienne localité de Galilée habitée pendant la période du Second Temple et pendant la période byzantine. Les restes archéologiques de la ville se trouvent sur une colline au nord-ouest de Sepphoris en Israël. La ville est connue dans le Talmud pour la qualité de ses poteries. Le Talmud de Jérusalem mentionne un sage du nom de Néhémie de Shikhin qui a vécu après la révolte de Bar Kokhba et qui était contemporain de Juda bar Ilaï ,